# Puliciphora parvula
Puliciphora parvula är en tvåvingeart som beskrevs av Borgmeier 1969. Puliciphora parvula ingår i släktet Puliciphora och familjen puckelflugor. Inga underarter finns listade i Catalogue of Life.